# Бебтеловімаб
Бебтеловімаб (англ. Bebtelovimab) — людське моноклональне антитіло, яке розроблене компаніями «AbCellera» та «Eli Lilly and Company» для лікування коронавірусної хвороби 2019.
Найімовірнішими побічними ефектами бебтеловімабу є свербіж, шкірний висип, інфузійні реакції, нудота та блювота.
Механізм дії препарату полягає у зв'язуванні з білком шиповидних відростків оболонки вірусу SARS-CoV-2, подібно до інших моноклональних антитіл, які були дозволені для лікування хворих із високим ризиком легкої та середньої важкості COVID-19, і показали користь у зниженні ризику госпіталізації або смерті внаслідок коронавірусної хвороби. Бебтеловімаб є нейтралізуючим моноклональним антитілом IgG1 людини, виділеним від хворого, який одужав від COVID-19, спрямований проти білка шиповидних відростків вірусу SARS-CoV-2, який потенційно може бути використаний для імунізації проти COVID-19.
У лютому 2022 року FDA надала дозвіл на екстрене використання бебтеловімабу у випадках лікування COVID-19 легкого та середнього ступеня тяжкості у хворих віком від 12 років, включно осіб похилого віку, з вагою щонайменше 40 кілограмів з позитивним тестом на COVID-19, які мають високий ризик розвитку важкої форми COVID-19, включаючи госпіталізацію або смерть, і для яких схвалені або дозволені альтернативні варіанти лікування COVID-19 FDA не є доступними або клінічно прийнятними. Бебтеловімаб не схвалений для хворих, госпіталізованих з приводу COVID-19, або потребують кисневої терапії внаслідок COVID-19. Лікування бебтеловімабом не досліджувалось у хворих, госпіталізованих з приводу COVID-19.

## Історія
Бебтеловімаб розроблений у співпраці компаній «AbCellera» та «Eli Lilly and Company». Препарат відкритий спільно науковцями компанії «AbCellera» та Центру дослідження вакцин Національного інституту алергії та інфекційних захворювань.